# چارلی بنیستر
چارلی بنیستر (انگلیسی: Charlie Bannister؛ 1879 – اوت ۱۹۵۲ (۷۲−۷۳ سال)) بازیکن فوتبال اهل بریتانیا بود.
از باشگاه‌هایی که در آن بازی کرده‌است می‌توان به باشگاه فوتبال لینکولن سیتی، باشگاه فوتبال ردینگ، باشگاه فوتبال منچستر سیتی، و باشگاه فوتبال سوئیندون تاون اشاره کرد.